# Rail Link
Rail Link (2003-2022) est un cheval de course français, à la robe bai. Élevé par son propriétaire dans son haras de Juddmonte, entraîné par André Fabre, il remporte le Prix de l'Arc de Triomphe en 2006.

## Carrière de courses
Il est habituellement monté par Christophe Soumillon, mais c'est avec Stéphane Pasquier qu'il remporte le 85e Prix de l'Arc de Triomphe le 1er octobre 2006. Outsider de la course, il l'emporte devant Pride, le Japonais Deep Impact, qui sera disqualifié sur le tapis vert pour contrôle positif, et le tenant du titre Hurricane Run. Auparavant, bien qu'il ait fait l'impasse sur le Prix du Jockey-Club (remporté par l'éphémère Darsi), il avait montré qu'il était le meilleur poulain de sa génération en s'imposant dans le Grand Prix de Paris et le Prix Niel. Il a terminé la saison 2006 avec un rating IFHA de 127 livres, le meilleur mondial pour un poulain de 3 ans sur le gazon avec l'Irlandais George Washington. Leur aîné Deep Impact a aussi été estimé à un rating de 127.
Après avoir subi une intervention chirurgicale bénigne  au cours de l'hiver 2006/2007 à Newmarket en Grande-Bretagne, Rail Link se préparait à effectuer une rentrée en août 2007 lorsque son entourage s'est résolu à abandonner tout espoir de le voir recourir en raison d'un problème de tendons. 

### Résumé de carrière
| Date         | Hippodrome  | Pays        | Course                    | Statut      | Distance    | Jockey       | Place       | Écart       | Vainqueur ou deuxième |
| 2006, 3 ans  | 2006, 3 ans | 2006, 3 ans | 2006, 3 ans               | 2006, 3 ans | 2006, 3 ans | 2006, 3 ans  | 2006, 3 ans | 2006, 3 ans | 2006, 3 ans           |
| ------------ | ----------- | ----------- | ------------------------- | ----------- | ----------- | ------------ | ----------- | ----------- | --------------------- |
| 10 avril     | Saint-Cloud | France      | Prix Saint-Simon          | Inédits     | 2 100 m     | J. Victoire  | tombé       |             | Sudan                 |
| 10 mai       | Chantilly   | France      | Prix du Mont Pagnotte     | Course B    | 2 100 m     | C. Soumillon | 2e / 10     | 2           | Lauro                 |
| 29 mai       | Saint-Cloud | France      | Prix Gouvernant           | Maiden      | 2 100 m     | C. Soumillon | 1er / 9     | 2           | Spicy Wings           |
| 20 juin      | Longchamp   | France      | Prix du Lys               | Gr. 3       | 2 400 m     | C. Soumillon | 1er / 6     | 2 ½         | Sudan                 |
| 14 juillet   | Longchamp   | France      | Grand Prix de Paris       | Gr. 1       | 2 400 m     | C. Soumillon | 1er / 9     | 2           | Red Rocks             |
| 10 septembre | Longchamp   | France      | Prix Niel                 | Gr. 2       | 2 400 m     | C. Soumillon | 1er / 6     | 1/2         | Youmzain              |
| 1er octobre  | Longchamp   | France      | Prix de l'Arc de Triomphe | Gr. 1       | 2 400 m     | S. Pasquier  | 1er / 8     | enc.        | Pride                 |

## Au haras
Rail Link entreprend sa carrière d'étalon en Angleterre, au haras de Juddmonte, au tarif de £ 12 500 la saillie en 2008. Ne connaissant qu'un succès relatif (malgré deux vainqueurs de groupe 1), il est ensuite envoyé en France, où il officie à 2 800 €. Il meurt d'une crise cardiaque le 20 mai 2022, à 19 ans, au haras de Vains dans la Manche. 

## Origines
Rail Link appartient à la troisième production de Dansili, un cheval né dans la pourpre (par Danehill et Hasili). Placé dans de grandes épreuves sur le miler (2e de la Poule d'Essai des Poulains, des Sussex Stakes, du Prix de la Forêt, des Queen Anne Stakes, 3e de la Breeders' Cup Mile, des Prix Jacques Le Marois et du Moulin de Longchamp), il a éclaté au haras, à la surprise générale, si bien qu'entre 2001 et 2008, son prix de saillie a été multiplié par 10, passant de 8 000 £ à 85 000 £ (en 2016). Cela grâce à Rail Link, mais aussi, parmi la vingtaine de lauréats de groupe 1 qu'il revendique, Flintshire (Grand Prix de Paris, Hong Kong Vase, 3 victoires de groupe 1 aux États-Unis où il fut élu cheval de l'année sur le gazon en 2016), Zambezi Sun (Grand Prix de Paris), Passage of Time (Critérium de Saint-Cloud, 3e du Prix Vermeille, Breeders' Cup Filly & Mare Turf), Dank (Breeders' Cup Filly & Mare Turf), Queen's Trust (Breeders' Cup Filly & Mare Turf), Famous Name (2e du Prix du Jockey-Club, Tattersalls Gold Cup, Prix du Moulin de Longchamp), Proviso (2e du Fillies' Mile, 3 victoires de Groupe 1 aux États-Unis), ou encore Harbinger, qui se blessa alors qu'il s'annonçait comme le favori de l'Arc après une fameuse victoire dans les King George.
La mère de Rail Link, Docklands, est une fille de Theatrical (Breeders' Cup Turf) et une sœur du bon miler Wharf (par Storm Bird), lauréat de groupe 3 en Angleterre, 2e des Lockinge Stakes et 4e des St. James's Palace Stakes. Si elle n'a pas connu la réussite en courses, elle s'est en revanche affirmée comme une remarquable poulinière, donnant par ailleurs : 
- Chelsea Manor (Grand Lodge) : La Coupe de Maisons-Laffitte (Gr.3). 2e du Prix d'Harcourt (Gr.2). 3e du Prix d'Ispahan
- Minds Locked (Zamindar) : 4e du Prix Jean Prat.
- Crossharbour (Zamindar) : Prix du Conseil de Paris (Gr.2), La Coupe (Gr.3).

### Pedigree
| Origines de Rail Link (GB), mâle bai né en 2003 | Origines de Rail Link (GB), mâle bai né en 2003 | Origines de Rail Link (GB), mâle bai né en 2003 | Origines de Rail Link (GB), mâle bai né en 2003 |
| ----------------------------------------------- | ----------------------------------------------- | ----------------------------------------------- | ----------------------------------------------- |
| Père Dansili                                    | Danehill                                        | Danzig                                          | Northern Dancer                                 |
| Père Dansili                                    | Danehill                                        | Danzig                                          | Pas de Nom                                      |
| Père Dansili                                    | Danehill                                        | Razyana                                         | His Majesty                                     |
| Père Dansili                                    | Danehill                                        | Razyana                                         | Spring Adieu                                    |
| Père Dansili                                    | Hasili                                          | Kahyasi                                         | Ile de Bourbon                                  |
| Père Dansili                                    | Hasili                                          | Kahyasi                                         | Kadissya                                        |
| Père Dansili                                    | Hasili                                          | Kerali                                          | High Line                                       |
| Père Dansili                                    | Hasili                                          | Kerali                                          | Sookera                                         |
| Mère Docklands                                  | Theatrical                                      | Nureyev                                         | Northern Dancer                                 |
| Mère Docklands                                  | Theatrical                                      | Nureyev                                         | Special                                         |
| Mère Docklands                                  | Theatrical                                      | Tree of Knowledge                               | Sassafrás                                       |
| Mère Docklands                                  | Theatrical                                      | Tree of Knowledge                               | Sensibility                                     |
| Mère Docklands                                  | Dockage                                         | Riverman                                        | Never Bend                                      |
| Mère Docklands                                  | Dockage                                         | Riverman                                        | River Lady                                      |
| Mère Docklands                                  | Dockage                                         | Golden Alibi                                    | Empery                                          |
| Mère Docklands                                  | Dockage                                         | Golden Alibi                                    | Charming Alibi (famille 13-c)                   |